# Panzerwerfer
Panzerwerfer là tên một trong hai loại xe bán xích phóng tên lửa phục vụ cho lực lượng Đức Quốc xã trong thế chiến II.Một trong hai mẫu đó là 5 cm Panzerwerfer 42 auf Selbstfahrlafette Sd.Kfz.4/1(dựa trên xe tải bán xích "Maultier") và 15 cm Panzerwerfer 42 auf Schwerer Wehrmachtsschlepper(hoặc "Panzerwerfer auf SWS").

## Thông tin kỹ thuật
Panzerwerfer 42 auf Maultier có trọng lượng khoảng 7.1 tấn, dài 6 mét, rộng 2 mét và cao gần 3 mét.Nó có thể đạt đến tốc độ khoảng 40 km/h.Những loại xe dòng này đều mang một hệ thống phóng Nebelwerfer 42, Panzerwerfer được trang bị động cơ Opel.Các kỹ sư Đức thiết kế kiểu hệ thống này để nhận thấy rõ những vết khói thấy rõ đằng sau hệ thống phóng tên lửa Nebelwerfer 42.Hệ thống này gồm 10 ống phóng và có thể phóng hơn 20 tên lửa đủ sức để cày nát toàn bộ khu vực tác chiến.

## Danh tiếng của Panzerwerfer đối với quân Đồng Minh
Mặc dù có độ chính xác không bằng các loại lựu pháo khác nhưng Panzerwerfer có thể phóng tới tấp cùng một lúc hơn 20 quả tên lửa khiến cho đối thủ không kịp trở tay, gây nên tầm ảnh hưởng trên diện rộng vì vậy Panzerwerfer được sử dụng khá rộng rãi trong suốt cuộc chiến.Một vài chiếc Panzerwerfer còn có lắp súng máy ở trên đỉnh xe.Nó được quân Đồng Minh đặt tên cho Panzerwerfer là "Moaning Minnie"-tạm dịch:"Minnie rên rỉ" bởi vì tiếng ồn khủng khiếp mà nó gây ra khi phóng hỏa, tương tự như khẩu pháo tự hành Nebelwerfer.